# Magnus Ier de Brunswick-Wolfenbüttel
Pour les articles homonymes, voir Magnus.
Magnus Ier, dit « le Pieux » (en allemand : der Fromme), né vers 1310 et mort en 1369, est un prince de la maison Welf, fils du duc Albert II de Brunswick-Göttingen. Il est duc de Brunswick-Lunebourg et prince de Brunswick-Wolfenbüttel de 1344 à sa mort.

## Biographie
Magnus est un fils cadet d' Albert II « le Gros » (1268–1318), duc de Brunswick-Lunebourg depuis 1279, et de son épouse Rixa (morte en 1317), fille du prince Henri Ier de Mecklembourg-Werle-Güstrow. Son père avait héritée de la principauté de Brunswick-Wolfenbüttel conjointement avec ses frères Henri Ier « le Merveilleux » (1267–1322) et Guillaume Ier (1270–1292). En 1291, la principauté de Grubenhagen a été créée pour Henri Ier, l'oncle de Magnus.
Il est encore jeune lorsque son père meurt le 22 septembre 1318. Avec son frère Ernest, il est placé sous la protection de leur frère aîné Othon, qui continue à régner sur la principauté de Brunswick-Wolfenbüttel même après la majorité de ses deux cadets. En 1333, l'empereur Louis IV accorde à Magnus les titres de margrave de Landsberg et de comte palatin de Saxe auxquels il pouvait prétendre du droit de son épouse Sophie de Brandebourg, héritière de la maison d'Ascanie et nièce de l'empereur. Il installe sa résidence à Sangerhausen. Othon meurt en 1344. Magnus et Ernest règnent tout d'abord conjointement, mais dès le 17 avril 1345, ils se partagent leurs possessions d'un commun accord. Ernest reçoit la principauté de Göttingen et Magnus a maintenu Brunswick-Wolfenbüttel.
En 1346, une guerre éclate à la frontière de Wolfenbüttel avec l'archevêque de Magdebourg. En échange de son soutien, Magnus cède la marche de Landsberg à Frédéric de Misnie. En 1347, l'archevêque de Magdebourg conquiert Schöningen et Magnus doit lui céder Hötensleben et quelques autres possessions. Financièrement ruiné par cette guerre, Magnus ne peut empêcher les villes de ses États d'acquérir des droits ; notamment, la ville de Brunswick devint puissante.
En 1348, l'empereur donne le margraviat de Landsberg et le palatinat de Saxe au prince Bernard d'Anhalt, ce qui déclenche une nouvelle guerre. Ce conflit est résolu par le mariage du fils de Magnus, également appelé Magnus, avec Catherine, la fille du prince Bernard III d'Anhalt.
Magnus tente d'obtenir la principauté de Lunebourg pour son fils Louis, afin de la réunir au duché de Wolfenbüttel. Guillaume II de Brunswick-Lunebourg, issu d'une autre branche de la maison de Brunswick, n'avait pas de fils, et il avait déjà promis la principauté à son petit-fils Albert de Saxe-Wittemberg avant de passer un accord avec Magnus et de donner à Louis la main de sa fille Mathilde. Les ambitions contradictoires des héritiers putatifs de Guillaume II aboutissent, après sa mort, à la guerre de succession du Lunebourg (1370-1388).
En 1367, Magnus s'allie à l'archevêque Dietrich de Magdebourg, l'évêque Albert de Halberstadt, le prince Valdemar d'Anhalt et d'autres princes pour une campagne militaire contre l'évêque Gérard de Hildesheim. Ils sont vaincus à Dinklar (de) le 3 septembre. Magnus est fait prisonnier et doit racheter sa liberté. Il meurt durant l'été 1369.

## Descendance
En 1327, Magnus épouse Sophie (morte en 1356), fille du margrave Henri Ier de Brandebourg. Neuf enfants sont nés de cette union :
- Mathilde (morte en 1354), épouse en 1339 le prince Bernard III d'Anhalt-Bernbourg ;
- Magnus II (1328-1373), prince de Lunebourg et de Wolfenbüttel ;
- Albert (de) (mort en 1395), archevêque de Brême ;
- Henri (mort en 1351) ;
- Othon (mort en 1339) ;
- Louis (mort en 1367) ;
- Agnès (morte en 1404), épouse en 1360 le comte Henri VIII de Hohnstein ;
- Sophie (morte en 1394), épouse en 1366 le comte Thierry V de Hohnstein ;
- Ernest (mort en 1385).

## Référence
- (en) Cet article est partiellement ou en totalité issu de l’article de Wikipédia en anglais intitulé « Magnus the Pious, Duke of Brunswick-Lüneburg » (voir la liste des auteurs).